# تربییتس
تربییتس (به لاتین: Třebějice) یک روستا و شهرداری در جمهوری چک است که در منطقه تابور واقع شده‌است.

## خصوصیات
تربییتس ۶٫۱۲ کیلومترمربع مساحت و ۷۷ نفر جمعیت دارد و ۴۵۵ متر بالاتر از سطح دریا واقع شده‌است.